# RuPaul's Drag Race: UK vs. the World
RuPaul's Drag Race: UK vs. the World britanska je natjecateljska reality emisija, nastavak emisije RuPaul's Drag Race UK. Inspirirana američkim RuPaul's Drag Race All Starsom, emisija prikazuje povratak raznih drag kraljica koje su se prethodno natjecale u međunarodnim inačicama iz serijala Drag Race. 
Natjecatelji prve sezone, povratnici iz britanske, kanadske, američke, nizozemske i tajlandske inačice emisije, bili su najavljeni 17. siječnja 2022. godine. Emisija je s prikazivanjem započela 1. veljače iste godine na britanskom kanalu BBC Three, te na usluzi WOW Presents Plus u Hrvatskoj i ostatku svijeta.
Druga je sezona najavljena za 9. veljače 2024. godine, a uključivat će natjecatelje iz britanske, američke, nizozemske, australsko-novozelandske, francuske i španjolske inačice emisije. Za razliku od prethodne sezone, pobjednik druge sezone osvojit će i novčanu nagradu.
UK vs The World prva je emisija u serijalu koja obuhvaća natjecatelje iz raznih zemalja svijeta. Godine 2022., kanadska inačica Drag Racea također je bila domaćin vlastitog međunarodnog izdanja emisije pod nazivom Canada's Drag Race: Canada vs. The World u kojemu su se povratničke kanadske drag kraljice natjecale protiv odabranih kraljica iz drugih inačica emisije. Za 2024. godinu najavljen je i Global All Stars, prvo američko izdanje međunarodnog natjecanja drag kraljica.

## Format
Emisija prati isti format kao i RuPaul's Drag Race All Stars. Natjecatelji emisije su odabrane drag kraljice koje su prethodno barem jednom sudjelovale u izvornoj britanskoj emisiji RuPaul's Drag Race UK te odabrane kraljice iz raznih međunarodnih inačica emisije iz serijala Drag Race. 
Natječaji se svakoga tjedna natječu u raznim izazovima, poput talent showa, modnog dizajniranja, pjevanja i nastupanja. Žiri na temelju izvedbe bira dva najbolja kandidata koji se zatim suočavaju u lipsync dvoboju za pobjedu (eng. Lip-Sync for The World). Pobjednik dvoboja odabire koji od natjecatelj koje je žiri stavio pred eliminaciju napušta emisiju. Na kraju sezone, žiri među finalistima odabire pobjednika sezone. Od druge sezone, pobjednik osvaja i novčanu nagradu.

## Suci
RuPaul je voditelj emisije te predsjeda sudačkim panelom na kojemu mu se, kao i u izvornoj britanskoj verziji, pridružuju Michelle Visage, Alan Carr i Graham Norton. U gotovo svakoj epizodi pojavljuju se i gostujući suci.

## Pregled emisije
| Sezona | Sezona | Epizode | Epizode | Originalno emitiranje | Originalno emitiranje | Broj natjecatelja | Pobjednica    | Pratilja     |
| Sezona | Sezona | Epizode | Epizode | Premijera             | Finale                | Broj natjecatelja | Pobjednica    | Pratilja     |
| ------ | ------ | ------- | ------- | --------------------- | --------------------- | ----------------- | ------------- | ------------ |
|        | 1.     | 6       | 6       | 1. veljače 2022.      | 8. ožujka 2022.       | 9                 | Blu Hydrangea | Mo Heart     |
|        | 2.     | 8       | 8       | 9. veljače 2024.      | 29. ožujka 2024.      | 11                | Tia Kofi      | Hannah Conda |

## Natjecatelji
Do sada se u emisiji natjecalo 20 drag kraljica iz ukupno 9 različitih međunarodnih inačica Drag Racea. 
| Plasman | Natjecatelji po sezonama | Natjecatelji po sezonama      |          |
| Plasman | 1.                       | 2.                            |          |
| ------- | ------------------------ | ----------------------------- | -------- |
| Plasman | 1.                       | Blu Hydrangea                 | Tia Kofi |
| 2.      | Mo Heart                 | Hannah Conda                  |          |
| 3.      | Baga Chipz Jujubee       | La Grande Dame Marina Summers |          |
| 4.      | Baga Chipz Jujubee       | La Grande Dame Marina Summers |          |
| 5.      | Janey Jacké              | Scarlet Envy                  |          |
| 6.      | Pangina Heals            | Choriza May                   |          |
| 7.      | Jimbo                    | Gothy Kendoll                 |          |
| 8.      | Cheryl Hole              | Keta Minaj                    |          |
| 9.      | Lemon                    | Jonbers Blonde                |          |
| 10.     |                          | Arantxa Castilla La Mancha    |          |
| 11.     | Mayhem Miller            |                               |          |

## Epizode

### Prva sezona (2022.)
Natjecatelji prve sezone bili su predstavljeni u siječnju 2022. godine. Devetero kandidata ušlo je u natjecanje za titulu „Kraljice svijeta” (eng. Queen of the Mothertucking World). Natjecale su se Baga Chipz i Blu Hydrangea  iz britanske emisije RuPaul's Drag Race UK, Jujubee i Mo Heart iz američkih emisija RuPaul's Drag Race i RuPaul's Drag Race All Stars, Lemon i Jimbo iz kanadske emisije Canada's Drag Race, Janey Jacké iz nizozemske emisije Drag Race Holland te Pangina Heals, sutkinja i voditeljica emisije Drag Race Thailand.
Nakon pet epizoda, u šestoj finalnoj epizodi uslijedio je niz lipsync dvoboja između preostalih četiri finalistica. Na kraju sezone, pobjedu je odnijela Blu Hydrangea iz Ujedinjenog Kraljevstva.
| Br. u seriji | Br. u sezoni | Naslov             | Tijek sezone      | Tijek sezone  | Tijek sezone                | Nadnevak prikazivanja |
| Br. u seriji | Br. u sezoni | Naslov             | Izazov            | Pobjednik     | Eliminiran(i)               | Nadnevak prikazivanja |
| ------------ | ------------ | ------------------ | ----------------- | ------------- | --------------------------- | --------------------- |
| 1.           | 1.           | "Global Glamazons" | Talent show       | Pangina Heals | Lemon                       | 1. veljače 2022.      |
| 2.           | 2.           | "The RuPaul Ball"  | Modni dizajn      | Janey Jacké   | Cheryl Hole                 | 8. veljače 2022.      |
| 3.           | 3.           | "West End Wendys"  | Mjuzikl           | Pangina Heals | Jimbo                       | 15. veljače 2022.     |
| 4.           | 4.           | "Snatch Game"      | Snatch Game       | Blu Hydrangea | Pangina Heals               | 22. veljače 2022.     |
| 5.           | 5.           | "Semifinals"       | Pjevanje i nastup | Jujubee       | Janey Jacké                 | 1. ožujka 2022.       |
| 6.           | 6.           | "Grand Finale"     | Lipsync dvoboj    | Blu Hydrangea | Baga Chipz Jujubee Mo Heart | 8. ožujka 2022.       |

### Druga sezona (2024.)
Druga je sezona bila najavljena 28. prosinca 2023. godine putem društvenih mreža. Jedanaestero natjecatelja bilo je predstavljeno 13. siječnja 2024. godine. Natječu se Choriza May, Gothy Kendoll, Jonbers Blonde i Tia Kofi iz britanske emisije, Mayhem Miller i Scarlet Envy iz američke emisije, Marina Summers iz filipinske emisije, Keta Minaj iz nizozemske emisije,  Arantxa Castilla-La Mancha iz španjolske emisije, La Grande Dame iz francuske emisije i Hannah Conda iz australsko-novozelandske emisije. Sezona je s prikazivanjem započela 9. veljače 2024. Sezona koristi identičan format kao i prethodna; dvije kraljice tjedno suočavaju se u pobjedničkom lipsync dvoboju, a pobjednica istog odabire natjecatelja koji napušta natjecanje.
Nakon sedam epizoda, finalistice sezone bile su Hannah Conda, La Grande Dame, Marina Summers i Tia Kofi. U finalnoj epizodi, Tia Kofi iz Ujedninjenog Kraljevstva proglašena je pobjednicom sezone.
Gostujući suci sezone bili su glumica Adwoa Aboah, komičarka Katherine Ryan, pjevačica Kim Petras, plesač Motsi Mabuse, glumac i voditelj Richard E Grant, pjevač i glumac Self Esteem te sportaš Tom Daley.
| Br. u seriji | Br. u sezoni | Naslov                     | Tijek sezone       | Tijek sezone   | Tijek sezone                               | Nadnevak prikazivanja |
| Br. u seriji | Br. u sezoni | Naslov                     | Izazov             | Pobjednik      | Eliminiran(i)                              | Nadnevak prikazivanja |
| ------------ | ------------ | -------------------------- | ------------------ | -------------- | ------------------------------------------ | --------------------- |
| 7.           | 1.           | "The Queens' Variety Show" | Talent Show        | Marina Summers | Mayhem Miller                              | 9. veljače 2024.      |
| 8.           | 2.           | "The Happy Ending Ball"    | Modni dizajn       | La Grande Dame | Arantxa Castilla-La Mancha                 | 16. veljače 2024.     |
| 9.           | 3.           | "Drag Race World"          | Gluma u TV reklami | Scarlet Envy   | Jonbers Blonde                             | 23. veljače 2024.     |
| 10.          | 4.           | "Snatch Game"              | Snatch Game        | Tia Kofi       | Keta Minaj                                 | 1. ožujka 2024.       |
| 11.          | 5.           | "Seven!: The Rusical"      | Mjuzikl            | Marina Summers | Gothy Kendoll                              | 8. ožujka 2024.       |
| 12.          | 6.           | "Strictly Come Prancing"   | Koerografija       | Marina Summers | Choriza May                                | 15. ožujka 2024.      |
| 13.          | 7.           | "Haters Wedding Roast"     | Stand-up komedija  | Hannah Conda   | Scarlet Envy                               | 22. ožujka 2024.      |
| 14.          | 8.           | "Grand Finale"             | Lipsync dvoboji    | Tia Kofi       | Hannah Conda La Grande Dame Marina Summers | 29. ožujka 2024.      |

## Vanjske poveznice
- [neaktivna poveznica] na usluzi WOW Presents Plus
- Službena stranica na Instagramu